# Erik Pimentel
Erik Alan Pimentel Benavides (ur. 15 maja 1990 w Coacalco) – meksykański piłkarz występujący na pozycji środkowego obrońcy, obecnie zawodnik Amériki.

## Kariera klubowa
Pimentel jako kilkulatek trenował w młodzieżowych szkółkach zespołów Pumas UNAM (stąd przydomek "Puma") i Club Necaxa, jednak jest wychowankiem drużyny Club América z siedzibą w stołecznym mieście Meksyk, do której juniorskich ekip dołączył w wieku dziewięciu lat i początkowo występował na pozycji środkowego pomocnika. W późniejszym czasie grał w drugoligowych rezerwach Amériki – ekipie Socio Águila, zaś do pierwszego zespołu został włączony przez szkoleniowca Alfredo Tenę. W meksykańskiej Primera División zadebiutował 24 lipca 2011 w wygranym 2:1 meczu z Querétaro, lecz nie potrafiąc wywalczyć sobie pewnego miejsca w wyjściowej jedenastce, w styczniu 2013 odszedł na półroczne wypożyczenie do niżej notowanego klubu Atlante FC z miasta Cancún. Podczas pobytu w tym klubie również pełnił rolę rezerwowego, lecz w wiosennym sezonie Clausura 2013 dotarł z nim do finału krajowego pucharu – Copa MX.
Po powrocie do Amériki, w jesiennych rozgrywkach Apertura 2013, Pimentel zdobył tytuł wicemistrza Meksyku, natomiast premierowego gola w najwyższej klasie rozgrywkowej strzelił 1 marca 2014 w wygranej 2:1 konfrontacji z Monterrey. Rok później, w sezonie Apertura 2014, zanotował natomiast z ekipą prowadzoną przez Antonio Mohameda swoje pierwsze mistrzostwo Meksyku, notując jednak zaledwie dwa występy. W 2015 roku, niezmiennie w roli głębokiego rezerwowego dla duetu stoperów tworzonego przez Paola Goltza i Pabla Aguilara, zajął drugie miejsce w krajowym superpucharze – Campeón de Campeones, a także triumfował w najbardziej prestiżowych rozgrywkach Ameryki Północnej – Lidze Mistrzów CONCACAF. Wziął również udział w Klubowych Mistrzostwach Świata, gdzie uplasował się z Américą na piątej lokacie, natomiast w 2016 roku drugi raz z rzędu wygrał północnoamerykańską Ligę Mistrzów.
| Sezon     | Klub         | Kraj   | Rozgrywki | Mecze | Bramki |
| --------- | ------------ | ------ | --------- | ----- | ------ |
| 2011/2012 | Club América | Meksyk | Liga MX   | 16    | 0      |
| 2012/2013 | Club América | Meksyk | Liga MX   | 4     | 0      |
| 2012/2013 | Atlante FC   | Meksyk | Liga MX   | 3     | 0      |
| 2013/2014 | Club América | Meksyk | Liga MX   | 7     | 1      |
| 2014/2015 | Club América | Meksyk | Liga MX   | 4     | 0      |
| 2015/2016 | Club América | Meksyk | Liga MX   | 16    | 0      |
| 2016/2017 | Club América | Meksyk | Liga MX   |       |        |